# Эль-Санто
Родо́льфо Гусма́н Уэ́рта (исп. Rodolfo Guzmán Huerta, 23 сентября 1917, Тулансинго, Идальго — 5 февраля 1984, Мехико), более известный по прозвищу Э́ль-Са́нто (с исп. — «Святой») — мексиканский «реальный супергерой», лучадор энмаскарадо (рестлер в маске) и киноактёр.
Он является одним из самых известных и культовых мексиканских лучадоров, его называют одной из «величайших легенд мексиканского спорта». Его карьера рестлера длилась почти пять десятилетий, в течение которых он стал народным героем и символом справедливости для простых людей благодаря своим появлениям в фильмах о лучах и комиксах, рассказывающих вымышленные истории о борьбе Эль-Санто за справедливость. Он снялся в главных или сопутствующих ролях как минимум в 52 фильмах в период с 1958 по 1982 год.
В течение своей карьеры он в основном выступал в Empresa Mundial de Lucha Libre. Считается, что он популяризировал рестлинг в Мексике так же, как Рикидодзан в Японии. Сын Гусмана последовал за ним в рестлинг под прозвищем Эль Ихо дель Санто (Сын Санто). В 2018 году WWE ввела его в свой Зал славы в категории «Наследие»
Родольфо Гусман был похоронен в своей серебряной маске на одних из самых людных похорон в Мексике. Consejo Mundial de Lucha Libre чествует Эль Санто турниром Leyenda de Plata («Серебряная легенда»).

## Биография
Родольфо Гусман Уэрта родился 23 сентября 1917 года в Тулансинго, Идальго, в семье Хосефины Уэрты Маркес и Хесуса Гусмана Кампусано. 
Был пятым из семи детей. 
Он начал свою борцовскую карьеру в 1930-е годы, используя различные псевдонимы, такие как Руди Гусман и Эль Хомбре Рохо. В 1938 году ему было запрещено использовать псевдоним Мурсьелаго II после того, как бойцу Хесусу Веласкесу принадлежало это имя.

## Смерть
Чуть больше года спустя после завершения карьеры (в конце января 1984 года) Эль-Санто был гостем мексиканской телепрограммы Contrapunto и без предупреждения снял маску настолько, что обнажил лицо, фактически попрощавшись со своими поклонниками. Это единственный задокументированный случай, когда Санто когда-либо снимал маску на публике. Санто умер от сердечного приступа 5 февраля 1984 года в 21:40, через неделю после своего выступления на телевидении в программе Contrapunto. В соответствии с его пожеланиями, он был похоронен в своей знаменитой серебряной маске. На его похоронах присутствовало около 10 тысяч человек. Он был похоронен в склепе в мавзолее дель Анхель в Мехико.

## Наследие
После его смерти в его родном городе Тулансинго была воздвигнута статуя Эль-Санто, и с тех пор были созданы другие статуи.
Младший сын Санто от его первой жены Хорхе продолжает легенду о Серебряной маске, выступая под именем Эль Хихо дель Санто в серебряной маске, плаще и одежде, очень похожей на ту, что носил его отец. Хотя Эль Хихо дель Санто не является такой большой иконой, как его отец, он считается более техничным борцом.

## Титулы и достижения
- Empresa Mundial de Lucha Libre

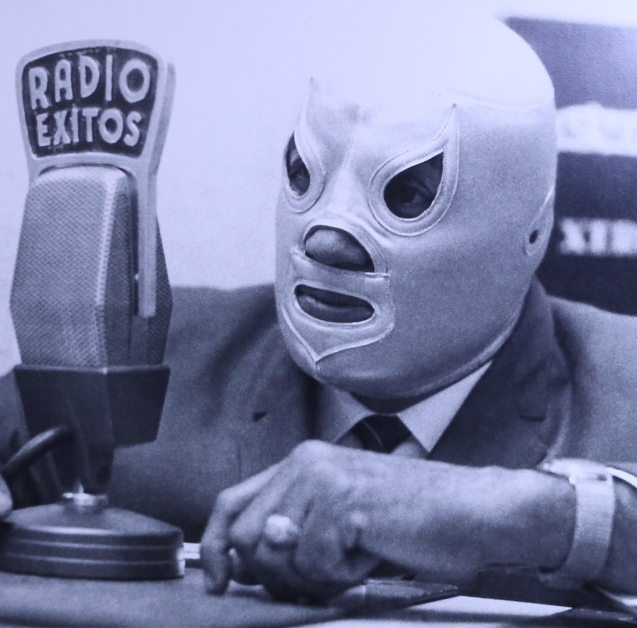
Эль-Санто, 1960-е

  - EMLL Arena México Tag Team Championship (2 раза) – с Райо де Халиско (1), и Рей Мендоса (1)[7]
  - Mexican National Light Heavyweight Championship (1 раз)[8]
  - Mexican National Middleweight Championship (5 раз)[9]
  - Mexican National Tag Team Championship (2 раза) — с Райо де Халиско[10]
  - Mexican National Welterweight Championship (2 раза)[11]
  - NWA World Middleweight Championship (2 раза)
  - NWA World Welterweight Championship (2 раза)[12]
- Зал славы и музей рестлинга
  - С 2013 года
- Wrestling Observer Newsletter
  - Зал славы Wrestling Observer Newsletter (1996)
- WWE
  - Зал славы WWE (2018)[13]